# 팟테

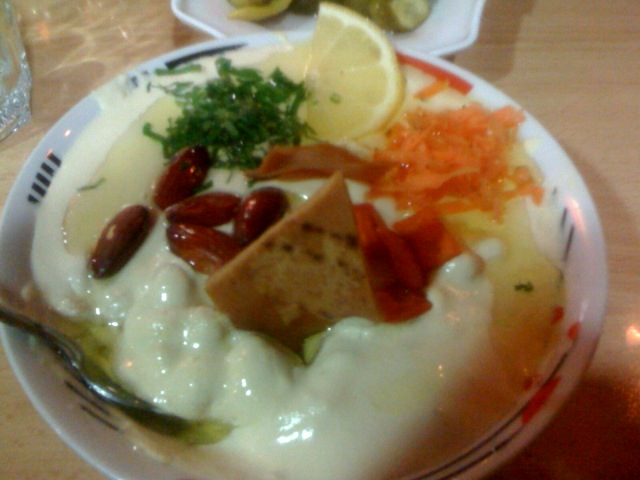

팟테(아랍어: فتة)는 레반트 요리의 부류이며 토스트 또는 다른 재료로 덮인 납작빵이다. 그것은 샤미야트라고도 할 수 있다.

## 같이 보기
- 아랍 요리
- 중동 요리

## 참조
1. ↑  Académie Syrienne de la Gastronomie, Sept.2005, Aleppo
2. ↑  Wright, 2003, p. 117.